# Alfred Crienitz
Alfred Crienitz (* 2. Oktober 1881 in Erfurt; † 1965 ebenda) war ein deutscher Architekt.

## Leben und Werk
Alfred Crienitz wurde Anfang Oktober 1881 als Sohn des Mühlenbesitzers Ernst Alfred Crienitz und dessen Ehefrau Aline (geb. Kröber) in Erfurt geboren. Sein hauptsächlicher Wirkungsort war seine Heimatstadt Erfurt. Er entwarf dort unter anderem die Senffabrik Born und gemeinsam mit Walter Ahrens die Pläne für die  Thüringenhalle, außerdem das Firmengebäude der Schuhfabrikanten Wilhelm und Georg Ludwig Ducké. Für Wilhelm Ducké, der in Erfurt blieb, entwarf Crienitz laut Christiane Weber eine Villa auf dem Grundstück Espachstraße 2. Für Georg Ducké plante Crienitz zudem eine Villa in Weimar an der Adresse Cranachstraße 42.
Laut einem Brief an einen Herrn Hildebrandt lieferte Crienitz den Entwurf für die Erweiterung des Kinderheims für die Kirchengemeinde Stotternheim. Im Jahre 1918 erstellte er den umfangreichen ersten Bebauungsplan für die Kleinwohnungsbaugesellschaft im Tiergartengelände Erfurt-Nord in Ilversgehofen, wo etwa 630 Einfamilien- und 60 Zweifamilienhäuser entstehen sollten.
Crienitz war Mitglied im Bund Deutscher Architekten. Er war gerichtlich vereidigter Sachverständiger für die Gerichte des Landgerichtsbezirks Erfurt für bebaute und unbebaute Grundstücke sowie vereidigter Abschätzungskommissar der Prov.-Städte-Feuersocietät der Provinz Sachsen.
Alfred Crienitz starb Anfang 1965 im Alter von 83 Jahren in Erfurt.